# Robert Ehrlich
Robert Leroy Ehrlich , Jr., detto Bob (Arbutus, 25 novembre 1957), è un politico e avvocato statunitense, membro del Partito Repubblicano e Governatore del Maryland dal 2003 al 2007.

## Biografia
A causa delle dimissioni di Helen Delich Bentley, Ehrlich si candidò per succederla alla Camera dei Rappresentanti e vinse le elezioni. Dopo otto anni da rappresentante, Ehrlich provò a diventare Governatore del Maryland, candidandosi contro la democratica Kathleen Kennedy Townsend, figlia di Robert Kennedy. Nonostante il Maryland fosse uno stato tendenzialmente democratico, Ehrlich vinse le elezioni con il 51% delle preferenze.
Nel 2006 Ehrlich cercò la rielezione, ma fu sconfitto con un ampio margine dal sindaco di Baltimora Martin O'Malley. Nel 2010 Ehrlich si candidò nuovamente contro O'Malley, ma perse le elezioni per la seconda volta.